# 訃報 1997年6月
訃報 1997年6月（ふほう 1997ねん6がつ）では、1997年（平成9年）6月中に物故した、又は物故が報じられた人物についてまとめる。

## （1日 - 15日）

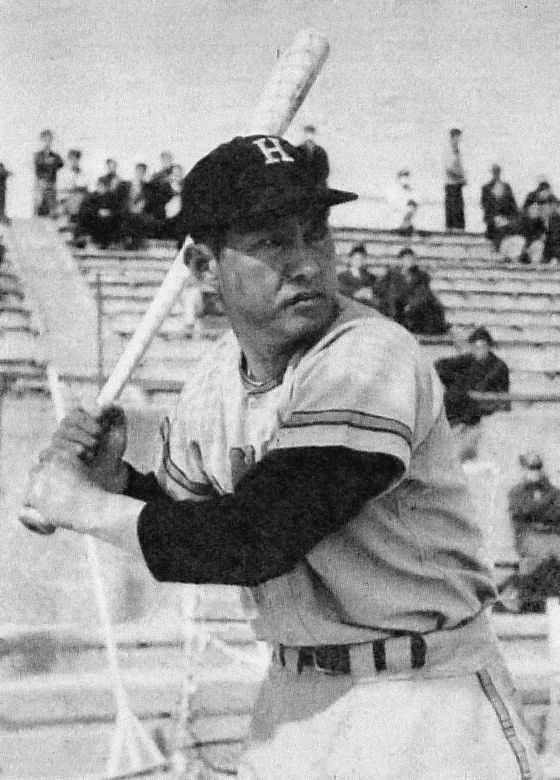
戸倉勝城 / 6月6日没

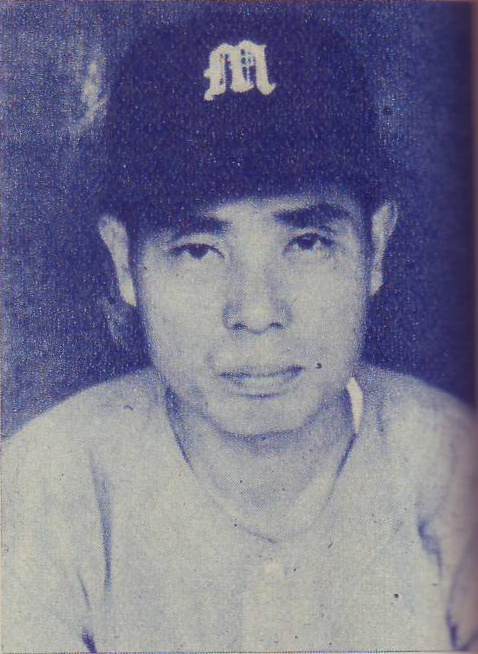
本堂保次 / 6月8日没

- 6月2日 - 数住岸子、ヴァイオリニスト（* 1952年）
- 6月6日 - 戸倉勝城、元プロ野球選手（* 1914年）
- 6月6日 - 三木鮎郎、ジャズ評論家・司会者（* 1924年）
- 6月6日 - 正木良明、政治家（* 1925年）
- 6月8日 - 本堂保次、元プロ野球選手（* 1918年）
- 6月11日 - 金子光伸、俳優（* 1957年）
- 6月14日 - 筈見有弘、映画評論家（* 1937年）
- 6月15日 - 城所英夫、俳優（* 1927年）
- 6月15日 - 古川ロック、俳優（* 1939年）

## （16日 - 30日）

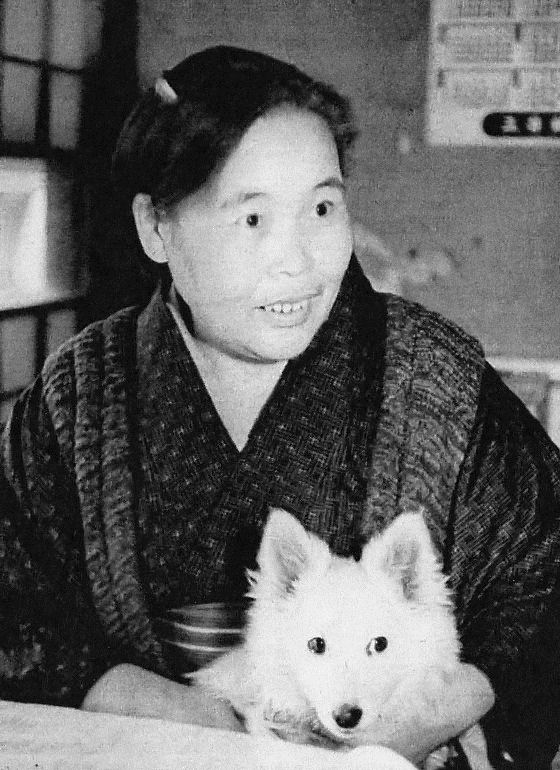
住井すゑ / 6月16日没

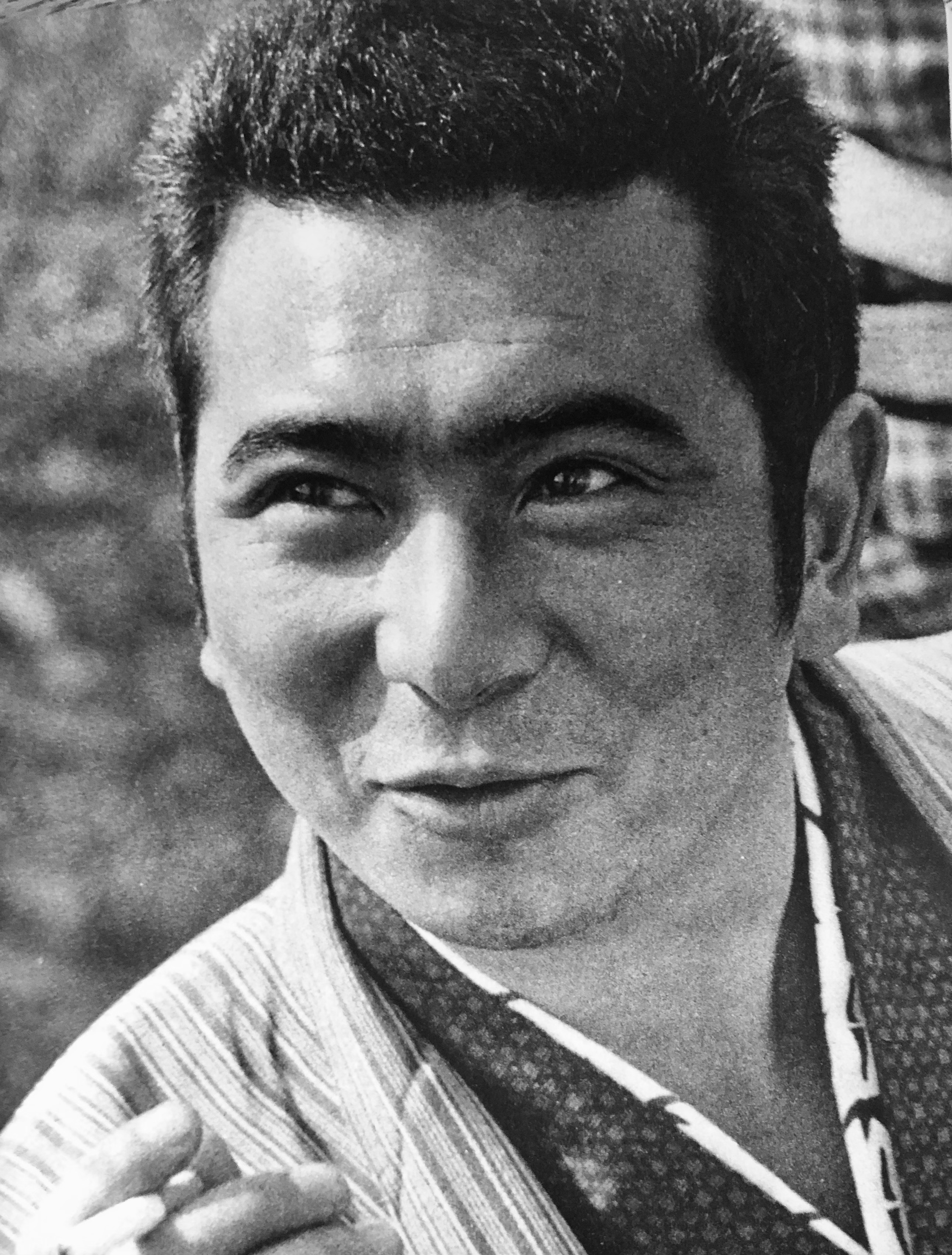
勝新太郎 / 6月21日没

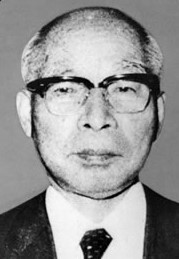
瀬戸山三男 / 6月23日没

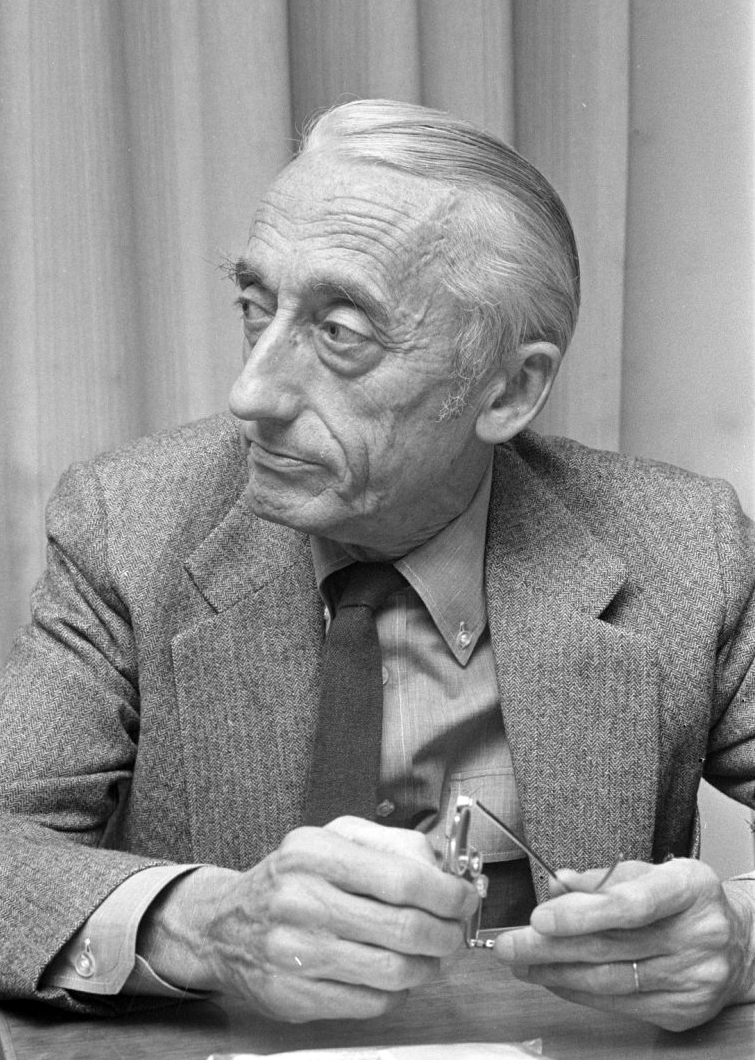
ジャック＝イヴ・クストー / 6月25日没

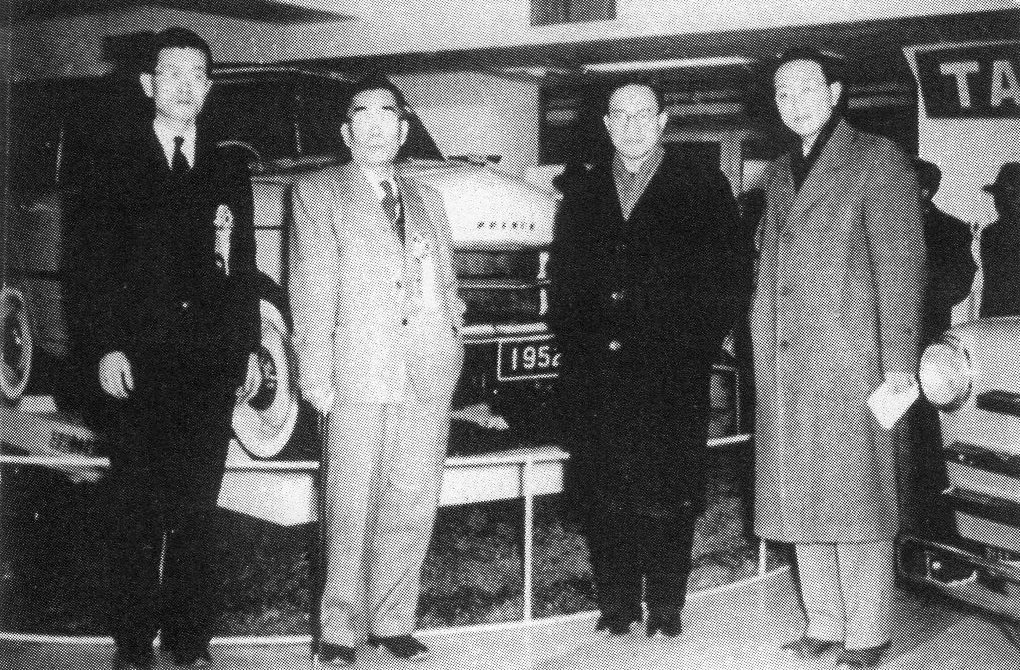
石橋幹一郎（右端） / 6月30日没

- 6月16日 - 住井すゑ、小説家（* 1902年）
- 6月16日 - 渡辺栄一、政治家、元建設大臣（* 1918年）
- 6月21日 - 勝新太郎[1]、俳優（* 1931年）
- 6月22日 - 増田四郎、歴史学者（* 1908年）
- 6月23日 - 瀬戸山三男、政治家、元文部大臣・法務大臣・建設大臣（* 1904年）
- 6月23日 - ヘルマン・フローン、地理学者（* 1912年）
- 6月23日 - 有村家斉、プロ野球選手（* 1914年）
- 6月25日 - ジャック＝イヴ・クストー、海洋学者（* 1910年）
- 6月27日 - ケン・ニート、歌手（* 1914年）
- 6月28日 - 藤島泰輔、小説家・評論家（* 1933年）
- 6月29日 - 宮崎邦次、実業家（* 1930年）
- 6月29日 - 大村雅朗、作曲家・編曲家（* 1951年）
- 6月30日 - 石橋幹一郎、実業家（* 1920年）